# Uranopilite
L'uranopilite (simbolo IMA: Up) è un minerale raro nella classe minerale dei solfati, selenati, tellurati, cromati, molibdati e tungstati con la composizione chimica [(UO2)6(SO4)O2(OH)6]·14H2O. Il contenuto di acqua cristallina può variare tra 12 e 14 molecole di acqua e scende a un contenuto di 5 molecole in aria secca.

## Etimologia e storia
Le indagini sulla struttura chimica e cristallografica dei solfati di uranile presenti in natura si sono sempre svolte per un lungo periodo di tempo, in parte perché i minerali sono stati solitamente trovati solo come rivestimenti in polvere fini e contaminati. Albin Weisbach (1833-1901) già nel 1882 in una prima menzione del minerale nel Neuen Jahrbuch für Mineralogie und Paleontologie (Nuovo Annuario per la Mineralogia e la Paleontologia) scrisse:
(Albin Weisbach)
Propose anche di chiamarlo uranopilite. Tuttavia, una delle prime indagini su uno stadio minerale con la formula (UO2)6SO4(OH)10O2·5H2O è considerata quella di Radim Nováček (1905-1942) nel 1942. Ipotizzò che si trattasse di uranopilite parzialmente disidratata e descrisse il minerale come β-uranopilite. Clifford Frondel in seguito la ribattezzò meta-uranopilite nelle sue indagini. Sempre sulla base di questo studio del 1958, la formula chimica (UO2)6(SO4)(OH)10·12H2O è considerata oggi generalmente valida.
Il minerale prende il nome dal suo contenuto di uranio e dalla parola greca πίλος ('pilos, feltro). La località tipo è la miniera "Georg Wagsfort" vicino a Johanngeorgenstadt sui Monti Metalliferi in Sassonia, Germania.

## Classificazione
Nell'obsoleta, ma in parte ancora in uso 8ª edizione della sistematica minerale secondo Strunz, l'uranopilite apparteneva alla classe minerale comune di "solfati, selenati, tellurati, cromati, molibdati e tungstati" e quindi al dipartimento dei "solfati acquosi con anioni estranei" dove veniva elencata insieme a cobaltzippeite, jáchymovite, natrozippeite, magnesiozippeite, marécottite, metauranopilite, nickelzippeite, rabejacite, zinczippeite e zippeite con le quali formava il sistema nº VI/D.20.
La 9ª edizione della sistematica minerale di Strunz, valida dal 2001 e utilizzata dall'Associazione Mineralogica Internazionale (IMA), classifica l'uranopilite nella classe "7. Solfati (selenati, tellurati, cromati, molibdati, tungstati)"e successivamente nella sottoclasse "7.E Solfati di uranile". Questa è ulteriormente suddivisa, in modo che il minerale possa essere trovato nella suddivisione "7.EA Senza cationi" in base alla sua composizione, dove forma il sistema nº 7.EA.05 insieme a jáchymovite e metauranopilite.
La classificazione dei minerali di Dana, che viene utilizzata principalmente nel mondo anglosassone, classifica l'uranopilite nella classe dei "solfati, cromati e molibdati" e lì nella sottoclasse dei "solfati idrogeni con ossidrile o alogeno". Qui la si può trovare, insieme a jáchymovite, nel gruppo senza nome 31.02.06 all'interno della suddivisione "Solfati aidro con ossidrile o alogeno con (A+B2+)6(XO4)Zq × x(H2O)".

## Abito cristallino
L'uranopilite cristallizza nel sistema triclino nel gruppo spaziale P1 (gruppo nº 2) con i parametri del reticolo a = 8,896 Å, b = 14,029 Å, c = 14,339 Å, α = 96,610°, β = 98,472° e γ = 99,802° oltre a due unità di formula per cella unitaria.

## Proprietà
A causa del suo contenuto di uranio fino al 67,9%, il minerale è radioattivo. Tenendo conto delle proporzioni degli elementi radioattivi nella formula molecolare idealizzata e dei successivi decadimenti della serie di decadimento naturale, per il minerale viene fornita un'attività specifica di 121,59 kBq/g (per confronto, il potassio naturale possiede un'attività specifica pari a 0,0312 kBq/g). Il valore indicato può variare in modo significativo a seconda del contenuto di minerali e della composizione degli stadi, ed è anche possibile l'arricchimento selettivo o l'arricchimento dei prodotti di decadimento radioattivo che ne modifichi l'attività.
L'uranopilite è altamente solubile in acqua e acidi diluiti e mostra una forte fluorescenza giallo-verde alla luce ultravioletta..

## Origine e giacitura
L'uranopilite si forma nell'area delle zone di ossidazione acida dei depositi di solfuro in presenza di uraninite. Oltre all'uraninite, i minerali di accompagnamento includono fourmarierite, gesso, johannite, soddyite, uranofane e zippeite.
L'uranopilite è stata rilevata come una rara formazione minerale solo in pochi siti, con circa 90 siti noti noti finora. Oltre alla sua località tipo Johanngeorgenstadt, il minerale si trova anche in Sassonia in vari luoghi dell'Erzgebirgskreis, come Annaberg-Buchholz, Altenberg, Marienberg e le miniere dei distretti di Schneeberg, Schlema e Alberoda. Altri siti in Germania si trovano nel Baden-Württemberg (Müllenbach, Grube Krunkelbach), in Baviera (Stulln), nella Renania-Palatinato (Ellweiler), in Sassonia-Anhalt (bacino di Mansfeld) e in Turingia (Ronneburg).
L'unico sito conosciuto finora in Austria è l'Hüttenberger Erzberg nelle Alpi del Seetal nel nord-est della Carinzia e l'unico sito in Svizzera finora è La Creusaz vicino a Les Marécottes (Valle di Trento) nel Canton Vallese.
In tutto il mondo, l'uranopilite è stata trovata anche in Argentina, Australia, Cina, Francia, Gabon, Italia, Giappone, Canada, Repubblica Democratica del Congo, Polonia, Slovacchia, Slovenia, Repubblica Ceca, Ungheria, Regno Unito e Stati Uniti d'America.

## Forma in cui si presenta in natura
L'uranopilite sviluppa cristalli aghiformi microscopicamente piccoli fino a 0,1 mm di dimensione. Questi di solito crescono insieme per formare aggregati minerali sferici o feltri, nonché rivestimenti crostosi ed efflorescenze su una matrice di uraninite. I cristalli sono traslucidi e di colore giallo chiaro, giallo limone, giallo dorato o giallo paglierino.